# Biologische Station Lunz

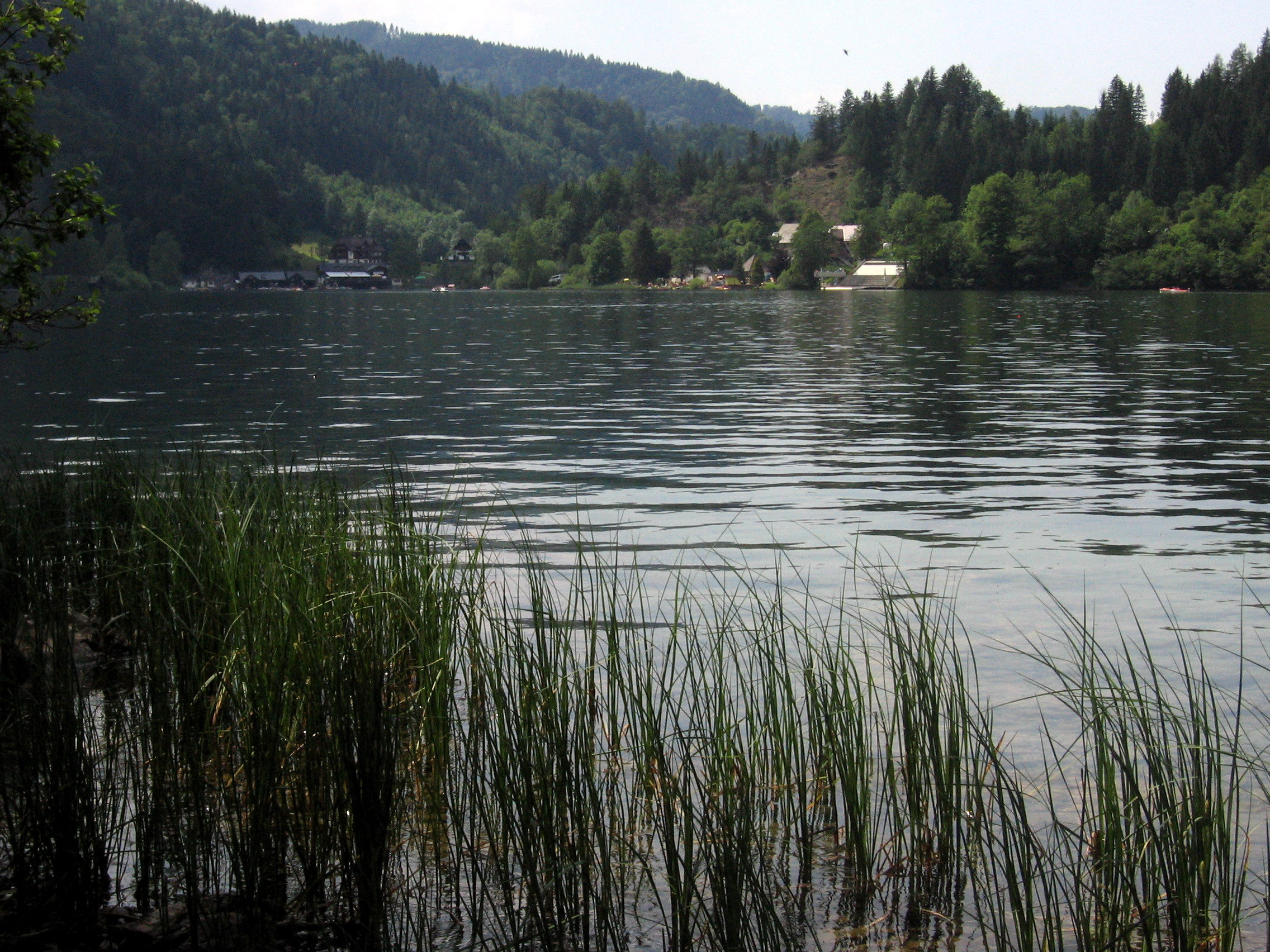
Blick über den Lunzer See in Richtung Westen

Die Biologische Station Lunz (BSL) war eine biologische Forschungseinrichtung im niederösterreichischen Lunz am See, die 1905 gegründet und 2003 geschlossen wurde. Seit 2007 setzt der WasserCluster Lunz deren Arbeit fort und nutzt seit 2011 auch das renovierte Gebäude der Biologischen Station Lunz.

## Zum Begriff „Biologische Station“

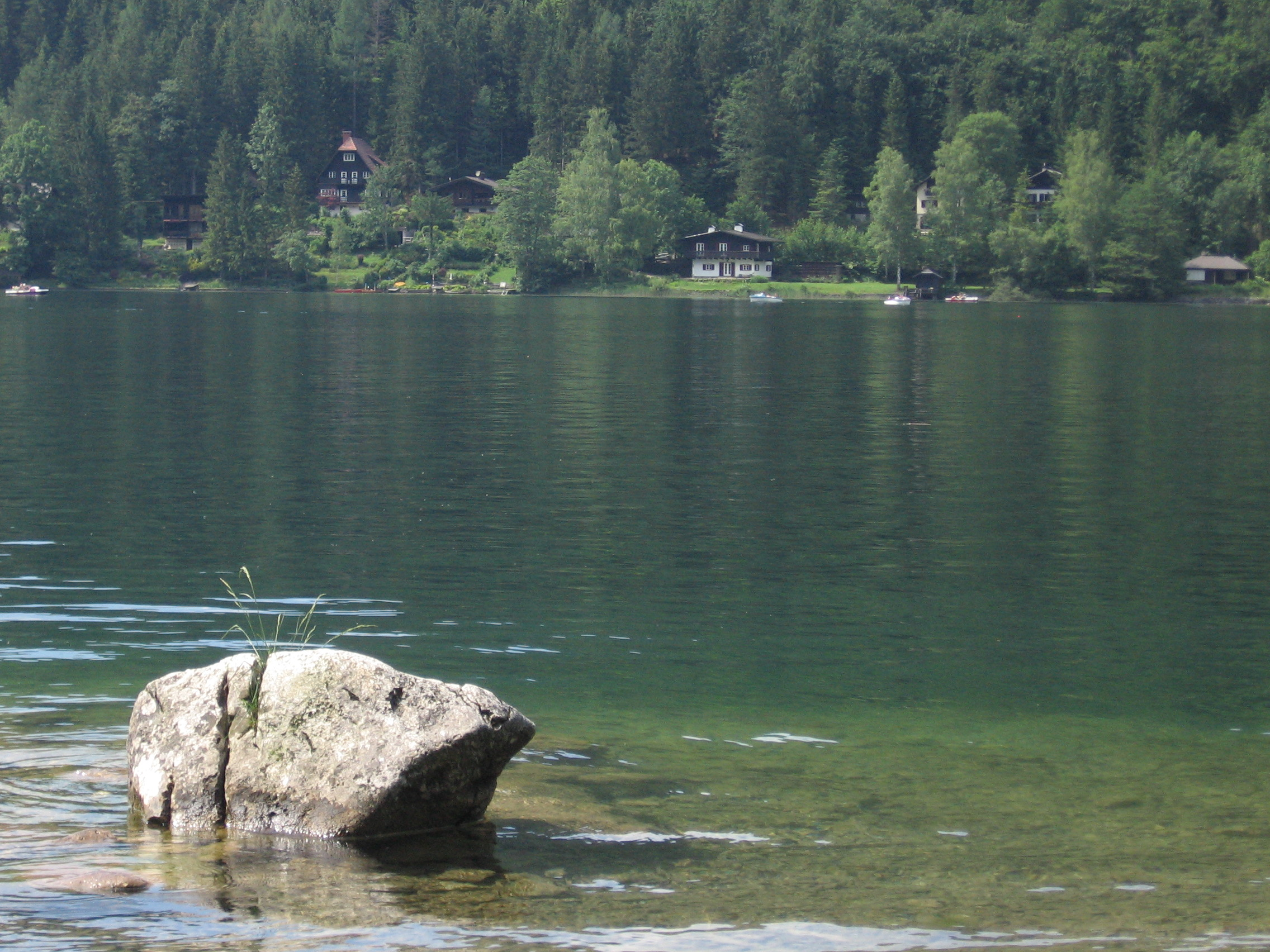
Blick nach Norden in Richtung Lunz am See

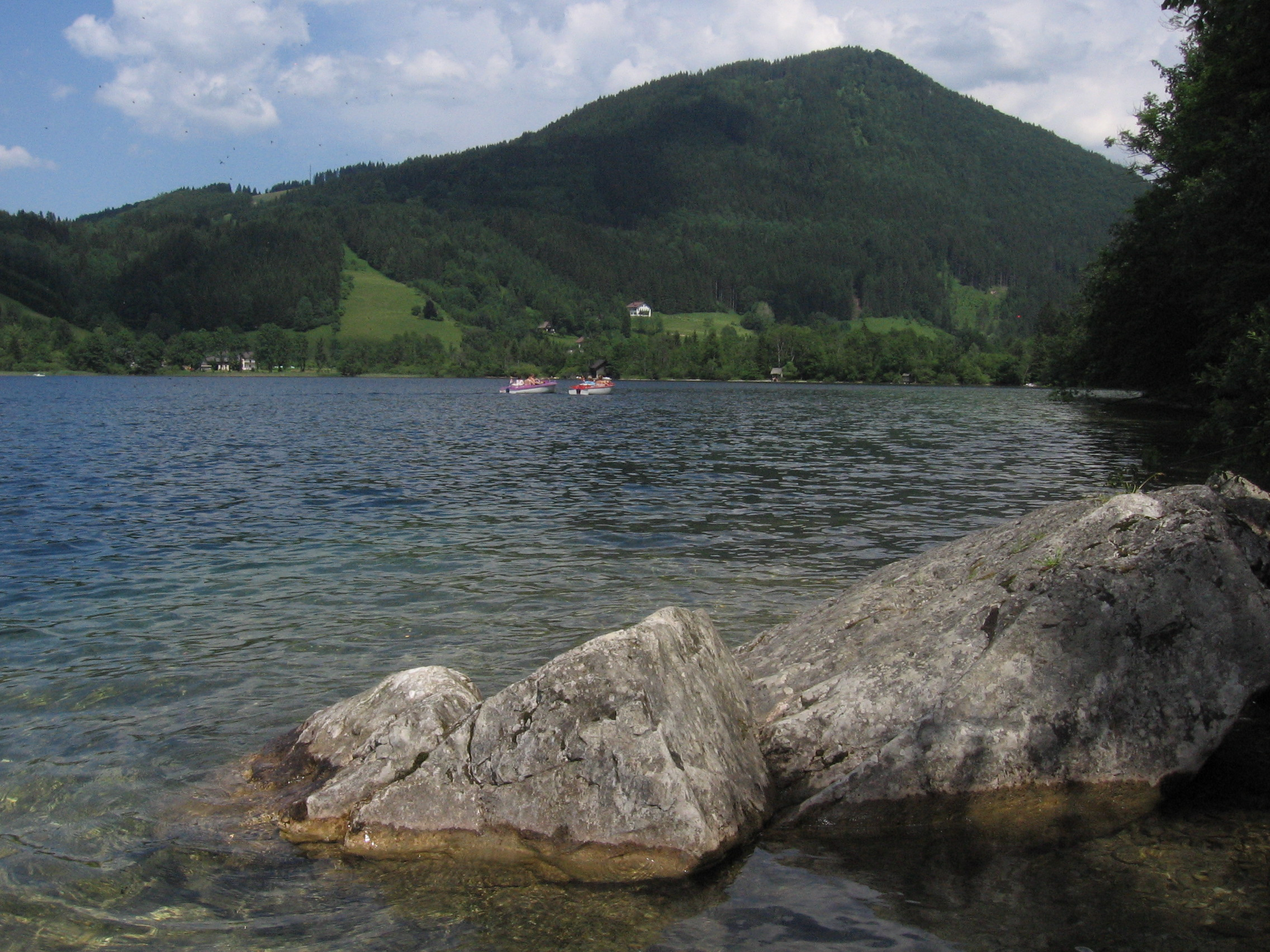
Blick über den Lunzer See zum Maiszinken

Unter einer Biologischen Station verstand man ursprünglich eine Einrichtung, in der vor allem ökologische Forschung betrieben werden sollte – also Forschung an Pflanzen und Tieren in ihren Beziehungen zum Lebensraum und untereinander. Der Forschungsansatz war von Anfang an interdisziplinär. Die Stationen wurden an geeigneter Stelle direkt innerhalb des zu untersuchenden Ökosystems errichtet.
Diese „Feldstationen“ wurden meist entfernt von großen Städten, am Meer, an Seen oder im Gebirge angelegt. Sie stellten an Ort und Stelle Sammelgeräte, Mikroskope, Fahrzeuge, z. B. Boote, aber auch eine Fachbibliothek und Unterkunftsmöglichkeiten zur Verfügung und kamen dabei mit wenig eigenem Personal aus. Die hier Forschenden waren und sind in erster Linie akademisches Personal von Universitäten, auch Dissertanten und Studenten in Kursen und Praktika, die in Blockform während der Semesterferien einen Gesamteindruck des zu untersuchenden Lebensraums gewährleisten sollen.
Heute wird der Ausdruck „Biologische Station“ nicht mehr nur für Forschungsstationen verwendet, sondern auch für verschiedene andere Einrichtungen im Rahmen des Natur- und Artenschutzes.

## Geschichte

### Vorgeschichte
Seit Carolus Clusius’ Besuch in der Kartause Gaming (1574) schwebte das Ybbs- und Erlauftal allen Botanikern als „Traumziel“ vor Augen – einerseits noch nahe genug an Wien (als Universitäts- und Museums-Stadt) und in einem Tag mit der damals schon im Bau befindlichen Ybbstalbahn zu erreichen, andererseits noch sehr „unberührt“. Darüber hinaus umfasst das Gebiet die drei einzigen natürlichen Seen Niederösterreichs sowie Bäche, Moore und Höhlen (Karstgebiet – in der Nähe die Quellen der II. Wiener Hochquellenwasserleitung). Almen und sogar noch (kleine) Urwald-Gebiete in der Umgebung runden das Bild einer naturbelassenen Landschaft ab. In der Biedermeier-Zeit bis zur Mitte des 19. Jahrhunderts war dabei auch romantische Verklärung im Spiel. Der Wald war jahrhundertelang als Rohstoff für die Holzkohle zur Verhüttung in den Eisenwurzen und später als Brennstoff in den Heizöfen in Wien abgeholzt worden. Erst nach der Erschließung der Steinkohle konnte der Wald langsam wieder nachwachsen.
Das Ende des 19. Jahrhunderts war geprägt von einer Aufbruchsstimmung in den Naturwissenschaften, auch in der Biologie. Die Ökologie als Wissenschaft (inauguriert 1866 von Ernst Haeckel) begann Gestalt anzunehmen. Um aber die Ökologie von Pflanzen und Tieren zu studieren, erwies es sich bald als nötig, die Lebewesen an ihrem Lebensort, im Biotop, längere Zeit zu beobachten, also sie nicht nur zu sammeln und dann ins Museum zu verfrachten. Es war auch bald klar, dass die Lebewesen eines Gebietes stark voneinander abhängig sind – dass also die Erforschung dessen, was man Anfang des 20. Jahrhunderts „Lebensgemeinschaften“ (Biozönosen) nennen sollte, sehr aufwendig werden würde. Bald begann man sich mit der Biozönotik stehender Gewässer zu befassen, weil deren Biotope relativ abgeschlossen und „überschaubar“ erschienen. In Österreich wurde diese Idee erstmals von dem bekannten Pflanzen-Morphologen und -Systematiker Richard Wettstein propagiert.

### Gründung

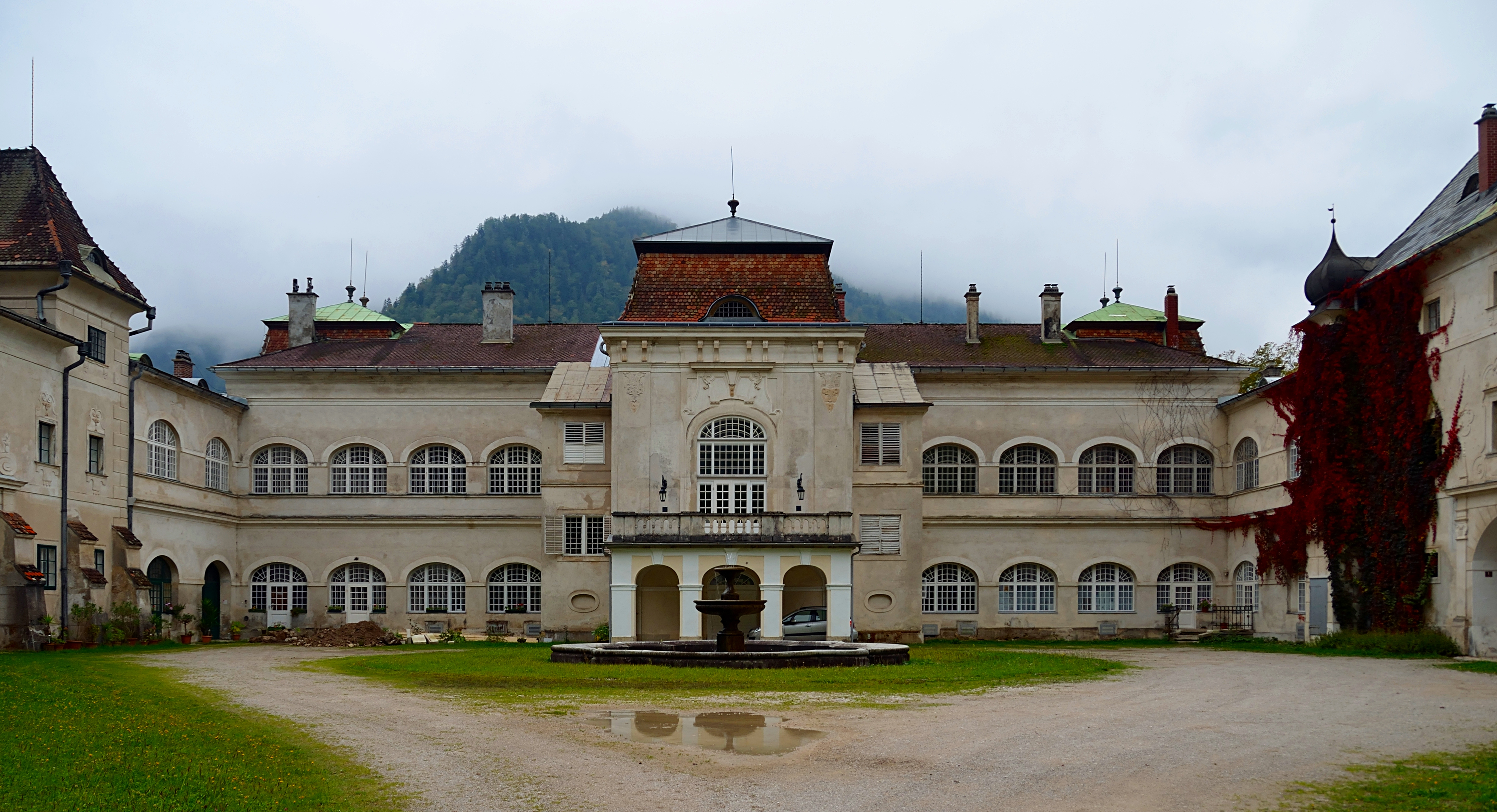
Schloss Seehof in Lunz am See, Stammsitz der Familie Kupelwieser

Richard Wettstein empfahl das Gebiet um Lunz am See als sehr gut geeigneten Standort für eine erste Biologische Station in Österreich. Die Empfehlung Wettsteins fand Gehör beim neuen Besitzer des Gutes Seehof-Hirschtal südlich von Lunz, Carl Kupelwieser. Er war ein Sohn des bekannten Kirchenmalers und Schubert-Freundes Leopold Kupelwieser, Jurist wie seine vier Brüder und damals schon in einem Aufsichtsrat der böhmischen Eisenindustrie tätig. Er konnte es sich daher leisten, dem Grafen Festetics de Tolna Gábor 1896 ein „Lust-Gut“ von ca. 30 km² Größe zum Zweck der Hochwildjagd abzukaufen. Sein Sohn Hans (1879–1939) studierte Zoologie in Leipzig bei Carl Chun. Er bestärkte seinen Vater in dem Plan, nach dem Vorbild der Biologischen Station Plön (von Emil Otto Zacharias 1891 in Holstein gegründet – später Max-Planck-Institut für Limnologie) nun am Lunzer See eine Station einzurichten.
Das Gut Seehof wies damals außer einer Jagdhütte beim Obersee nur einen ziemlich heruntergekommenen Gebäudekomplex auf, bewohnt von vier Kleinhäusler-Familien. Das Gebäude ging auf eine Außenstelle der Kartause Gaming zurück, von der aus Mönche mit Knechten Fischerei im Lunzer See und mehreren großen Teichen betrieben hatten, bis Kaiser Joseph II. 1782 die Kartause aufhob. Carl Kupelwieser leitete sogleich einen großzügigen Ausbau zu einem herrschaftlichen Landsitz („Schloss Seehof“) ein – für die Station wurden Räume im Keller adaptiert.
1905 lud Kupelwieser, der von Anfang an auch Projekte im allgemeinen Interesse verfolgte, interessierte Wissenschaftler des In- und Auslandes zu einer weihnachtlichen Präsentation dessen, was ihm hier vorschwebte. Das Wichtigste war wohl die Bestellung eines Leiters, der ständig am Ort wäre, um die Arbeiten der unterschiedlichsten Fachwissenschaftler wie Botaniker, Zoologen, Erdkundler, Geologen, Meteorologen, Chemiker usw. zu koordinieren und zusammenzuführen. Die Wahl fiel auf den jungen Plankton-Forscher Richard Woltereck (1877–1944), der jedoch bald eine akademische Karriere in Leipzig begann.

### Die Ära Franz Ruttner
Nach Wolterecks Weggang kam Franz Ruttner (1882–1961) zum Zug, ein Prager Mikrobiologie-Student und Schüler Hans Molischs. Nach seiner Promotion 1906 zog er (mit seiner Mutter) in das ihm als „Dienstwohnung“ angebotene Pförtnerhäuschen des Schlossparks ein. Ab 1908 war er praktisch allein für die Entwicklung der Station verantwortlich – bis zu seiner Pensionierung 1957.
Das Stationsgebäude wurde nun ausgebaut, z. B. mit zwei experimentellen Glashäusern (1910). Das Bootshaus wurde zum „Seelabor“ für den Kursbetrieb erweitert. Zur Station gehörte nun auch die schon 1878 errichtete Hütte beim Obersee. Beim ersten der bald „traditionellen“ Lunzer Hydrobiologie-Kurse (1908) lernte Ruttner seine künftige Frau Katharina Bittner (1883–1979) kennen, und 1911 konnten die beiden ihr neues Haus neben dem Stations-Gebäude beziehen. Leider machte der Erste Weltkrieg all dem ein Ende: Ruttner wurde wie viele seiner österreichischen und deutschen Kollegen zur „Seuchenbekämpfung“ eingezogen, die Station geschlossen, und nach dem Zusammenbruch der österreichisch-ungarischen Monarchie im Jahr 1918 war auch die Familie des Mäzens Kupelwieser weitgehend verarmt.
1920 wurde die Station wieder in Betrieb genommen, aber unter kümmerlichen Umständen: Gehälter konnten nicht gezahlt, Geräte und Literatur nicht gekauft werden. Dennoch war die Republik Österreich am Weiterbestand der Institution interessiert, die so vielversprechend begonnen hatte. In 1924 nach Lunz einberufenen Konferenz gelang es dem nunmehr greisen Gründer Carl Kupelwieser, die Finanzierung der Biologischen Station Lunz auf eine neue Grundlage zu stellen: Die Kaiser-Wilhelm-Gesellschaft, Vorläuferin der heutigen Max-Planck-Gesellschaft, und die Österreichische Akademie der Wissenschaften, kamen überein, künftig die Kosten gemeinsam mittels eines Vereins BSL zu tragen. Gehaltsposten waren damals nur der Leiter Franz Ruttner und als Laborant Sepp Aigner (1895–1958; mit Gemahlin Walburga, 1893–1990). Bereits 1926 konnte das Stationsgebäude erstmals aufgestockt werden. Ein Gästehaus auf dem nahen Rattnerfeld wurde geplant, aber nie verwirklicht.
Eine Fülle von wissenschaftlichen Leistungen wurden an der Biologischen Station erbracht – immerhin gingen aus ihr mehr als 1250 wissenschaftliche Publikationen der Gäste und des angestellten Personals hervor. Erwähnt sei die erste limnologische Forschungsfahrt in die Tropen (Indonesien, 1928–1929) unter Leitung Franz Ruttners. Seit 1926 ist „Lunz“ auch eine Station der Zentralanstalt für Meteorologie und Geodynamik in Wien, Wetterdaten stehen aus diesem Gebiet schon seit 1898 zur Verfügung. Unter dem Meteorologen Wilhelm Schmidt (1883–1936) wurde auf einer Alm des Hetzkogels in einer großen Doline Anfang der 1930er Jahre der „mitteleuropäische Kältepol“ festgestellt. In dieser Doline kann es durch eine besondere Luftschichtung im Spätwinter manchmal unter −50 °C haben, was Lunz schlagartig zu weiterer, aber vielfach missverstandener Bedeutung verhalf. So richtete die deutsche Wehrmacht hier zehn Jahre später unsinnigerweise eine Teststation für „sibirientaugliche“ Panzer-Motoren ein.
Die folgenden Jahre brachten einen moderaten Aufschwung, ein zweiter Laborant, Karl Herrmann, und 1934 der Hydrochemiker Franz Berger (1903–2000) konnten angestellt werden. Namhafte Gäste der Zwischenkriegszeit waren unter anderen: Helmut Gams (Moose, Flechten, Algen, Pollen, Moore, Pflanzengesellschaften, Diluvium und Alluvium), Lothar Geitler (Blaualgen, Kieselalgen, Cytologie), Edith Kann (Ökologie der Blaualgen), Wilhelm Kühnelt (1905–1988 – Ökologie: Mollusken, Insekten; Bodenbiologie), Erwin Schimitschek (1898–1983 – Waldbau, Forstinsekten), Vincenz Brehm (1879–1971 – Copepoda; Tiergeographie: Kontinentaldrift), Franz Sauberer (Lichtverhältnisse unter Wasser). Nach dem „Anschluss“ war der Besucherstrom natürlich bald weitgehend auf „Reichsdeutsche“ beschränkt; die Kurse fanden bis 1944 statt und der Stationsbetrieb blieb aufrecht, auch dank der Ausgebombten und Evakuierten wie Thienemann und Brehm. Letzterer fand, aus Cheb verjagt, nach dem Krieg sogar seine Bleibe im Stationsgebäude. Ruttner hätte bald sein Pensionsalter erreicht und ein junger Nachfolger war schon im Gespräch, der Limnologe Heinz von Mitis. Dieser aber fiel im Krieg 1942.
Nach Kriegsende konnte kein geeigneter Nachfolger für den Leiter der Biologischen Station gefunden werden. So musste Franz Ruttner notgedrungen weitermachen. 1948 schufen die zwei Ruttner-Söhne Friedrich (1915–1998) und Hans (1919–1979) an der Station eine Arbeitsgruppe „Bienen-Genetik“, die 1957 als „Institut für Bienenkunde“ ausgegliedert wurde und 1970 ein eigenes Gebäude, ebenfalls in Lunz, erhielt. 1952 wurde die Station großzügig ausgebaut: Eine weitere Aufstockung erbrachte einen Hörsaal, der Dachboden wurde zum Kursteilnehmer-Lager.
Im Kursbetrieb (über das „Klima“ hierbei schrieb Wilhelm Marinelli 1952) fand Ruttner Unterstützung durch Franz Berger, Vincenz Brehm und seine Schwiegertochter Agnes Ruttner-Kolisko (1911–1992), die Frau des Geologen Anton Ruttner (1911–2006). Häufige Gastforscher dieser Jahre waren: Max Hartmann, Felix Mainx (1900–1983; Fliegen-Genetiker – damals galt Mainx, 1946 aus Prag geflüchtet, als Überbleibsel der NS-Wissenschaft, während er heute eher als „30 Jahre zu früh dran“ gesehen werden kann) sowie weiterhin Lothar Geitler, Edith Kann und Wilhelm Kühnelt. Auch aus der BRD kamen wieder Kurse.
1957 wurde Franz Ruttner pensioniert. 1959 fand zu seinen Ehren der große Kongress der International Society of Limnology in Wien und Lunz statt – Ruttner war da bereits 78.

### Ingo Findenegg
Der Kärntner Limnologe Ingo Findenegg wurde Ruttners Nachfolger. Wie so viele Wissenschaftler der damaligen Zeit, von den schon Genannten auch Brehm und Kann, war er davor beruflich als Mittelschullehrer tätig gewesen. Er leitete die Station zehn Jahre lang und führte insbesondere Primärproduktions-Studien mit der C14-Methode durch. Unter ihm wurde der Stab um einen Tischler und einen Laboranten vergrößert. Bald sah er aber das „Potenzial“ von Lunz als „Forschungslandschaft“ wegen der Kleinräumigkeit des Gebietes als ziemlich erschöpft an.

### Heinz Löffler
Findeneggs Nachfolger Heinz Löffler fasste die Schließung der Biologischen Station ins Auge – zugunsten eines neu zu errichtenden Limnologischen Instituts am Mondsee. Dort besaß die Biologische Station Lunz bereits ein Grundstück, denn ein solcher Plan war schon 1926 aufgetaucht, als man den Lunzer See in einen Speicher für ein Kraftwerk an der Ybbs verwandeln wollte, was am Widerstand der Bevölkerung, aber wohl auch am zu geringen Nutzen gescheitert war. Damals war schon ein Ersatz-Grundstück angekauft worden. Dass der freilich relativ kleine Lunzer See (0,68 km²) noch zahllose Möglichkeiten der Forschung bot (z. B. ist seine Ciliaten-Fauna nie untersucht worden), zeigte exemplarisch Otto Siebeck, Dissertant Ruttners, mit seiner Arbeit über die Uferflucht des Planktons (1958). Siebeck hätte der ideale Nachfolger Ruttners sein können, wären im zuständigen Ministerium nicht plötzlich Einwände gegen den Münchner (als „Ausländer“) geltend gemacht worden.
Gegen den Plan Heinz Löfflers, die Station ganz an den Mondsee zu übersiedeln, opponierten einige seiner Mitarbeiter, allen voran aber Löfflers Stellvertreterin am Ort, Prof. Agnes Ruttner-Kolisko. Ihr gelang es letztlich sogar, bei der Wissenschaftsministerin Hertha Firnberg für die Zeit nach ihrer Pensionierung 1972 einen neuen Stationsleiter zugesichert zu bekommen.

### Gernot Bretschko
Löffler baute das Limnologische Institut am Mondsee (1980–1981), aber die Biologische Station Lunz blieb erhalten – mit dem neuen Abteilungsleiter Gernot Bretschko aus Graz (Student Roland Pechlaners an der Universität Innsbruck) ab 1977. Ein Zubau zum Stationsgebäude wurde errichtet und die Glashäuser als Folge der ersten Ölkrise (1984) abgerissen, da ihre Beheizung im Winter zu hohe Kosten verursachte. Bretschko richtete den Schwerpunkt der Forschung – durchaus zeitgemäß – auf Fließgewässer aus, deren Hydrologie und Ökologie im Lunzer Raum ebenfalls gut untersucht werden konnten. Er brachte hier methodisch wichtige Neuerungen der Probenentnahme ein, vernachlässigte aber bald die Beziehungen zu Gastforschern, ohne die die Station an Reputation stark einbüßte.

### Schließung
Schon 1997 hatte die Österreichische Akademie der Wissenschaften beschlossen, die traditionsreiche Station in Lunz zu schließen. Nach Bretschkos frühem Tod 2002 wurde die Station 2003 geschlossen.
Der Wandel in der Aufgabenstellung limnologischer Forschung führte 2006 in Deutschland zur Auflösung des Max-Planck-Instituts für Limnologie in Plön und zur Schließung der Limnologischen Fluss-Station Schlitz.

## Integration in den WasserCluster Lunz

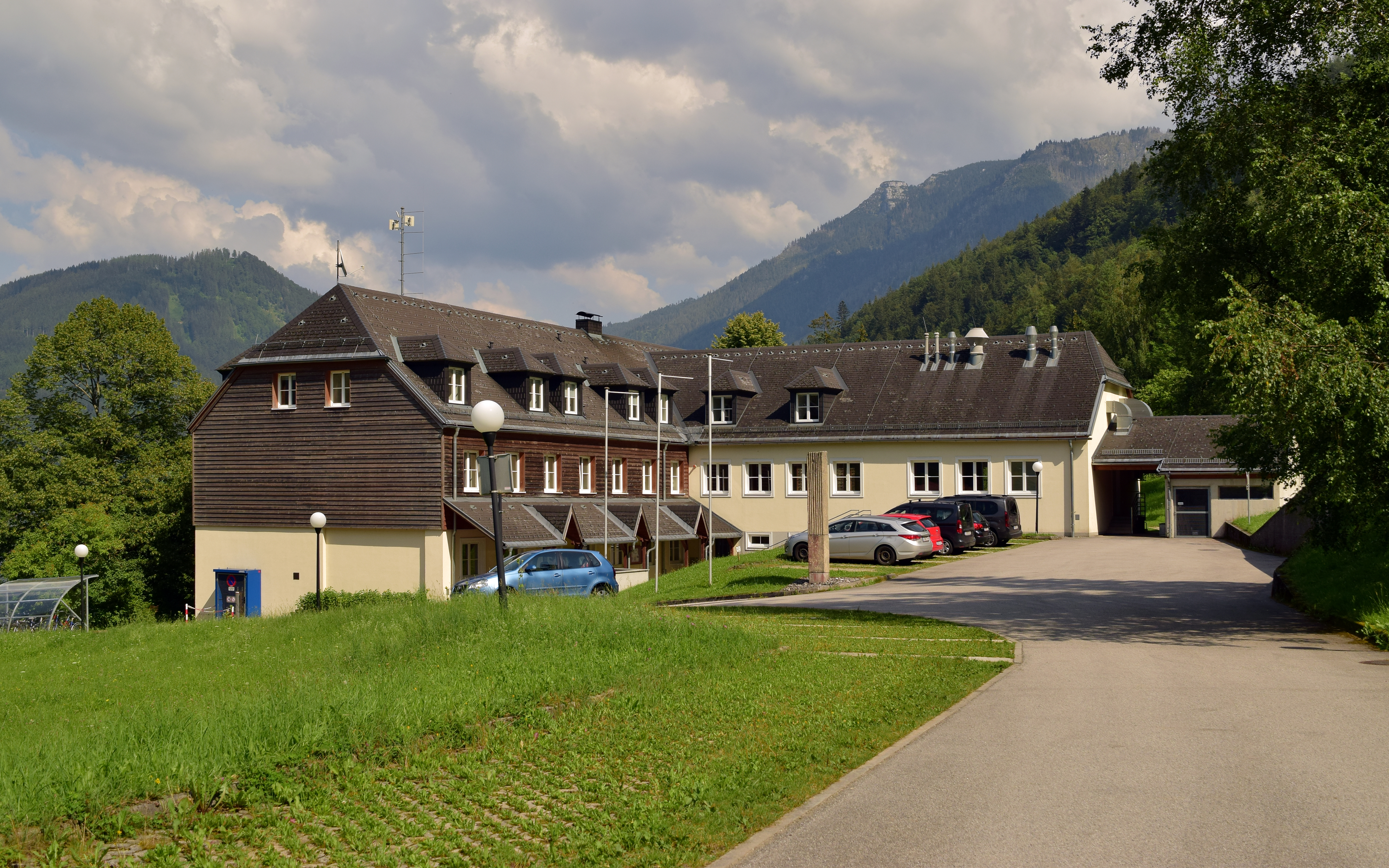
Der WasserCluster am Südufer des Sees

Im Jahr 2004 wurde entschieden, in Lunz ein neues Forschungszentrum zum Thema Wasser zu errichten, das die Arbeit der geschlossenen Biologischen Station weiterführen sollte. Es sollte im vormaligen „Gästehaus“ des Landes Niederösterreich am Südufer des Sees untergebracht werden, das als Ferienheim für Kinder gedient hatte. Dank seiner Größe bot es mehr Möglichkeiten als das Gebäude der geschlossenen Biologischen Station. Das Land Niederösterreich (Landeshauptmann Erwin Pröll) und die Stadt Wien (Bürgermeister Michael Häupl) veranlassten die Renovierung des Gästehauses, die 2005 begann. Die gemeinsame Initiative von Bund, Land und den beteiligten Universitäten ermöglichte die Eröffnung des WasserCluster Lunz im Jahr 2007. Die WasserCluster Lunz – Biologische Station GmbH ist eine Kooperation der Universität Wien, der Universität für Bodenkultur Wien und der Donau-Universität Krems.
2009 begannen auch Umbau- und Neubauarbeiten am Gebäude der Biologischen Station Lunz. Hans Kupelwieser, ein Nachkomme Kupelwiesers, kritisierte damals, es werde unnötig viel abgerissen. Nach der Renovierung wurde die Biologische Station 2011 als zweiter Standort in den WasserCluster Lunz integriert und am 11. September samt Bibliothek offiziell wiedereröffnet. In dem renovierten Gebäude sind zwei der fünf Arbeitsgruppen des WasserClusters Lunz untergebracht (Stand 2023). Im „Bootshaus“ (Seelabor) finden weiterhin Kurse statt.